# Batillariidae
Famille
Synonymes
- famille Pyrazidae Hacobjan, 1972

Les Batillariidae sont une famille de mollusques gastéropodes. 

## Liste des espèces
Selon World Register of Marine Species (24 février 2018) :
- genre Batillaria Benson, 1842
- genre Granulolabium Cossmann, 1889
- genre Lampanella Mörch, 1876
- genre Pyrazopsis Hacobjan, 1972 †
- genre Pyrazus Montfort, 1810
- genre Rhinocoryne Martens, 1900
- genre Vicinocerithium E. Wood, 1910 †
- genre Zeacumantus Finlay, 1926

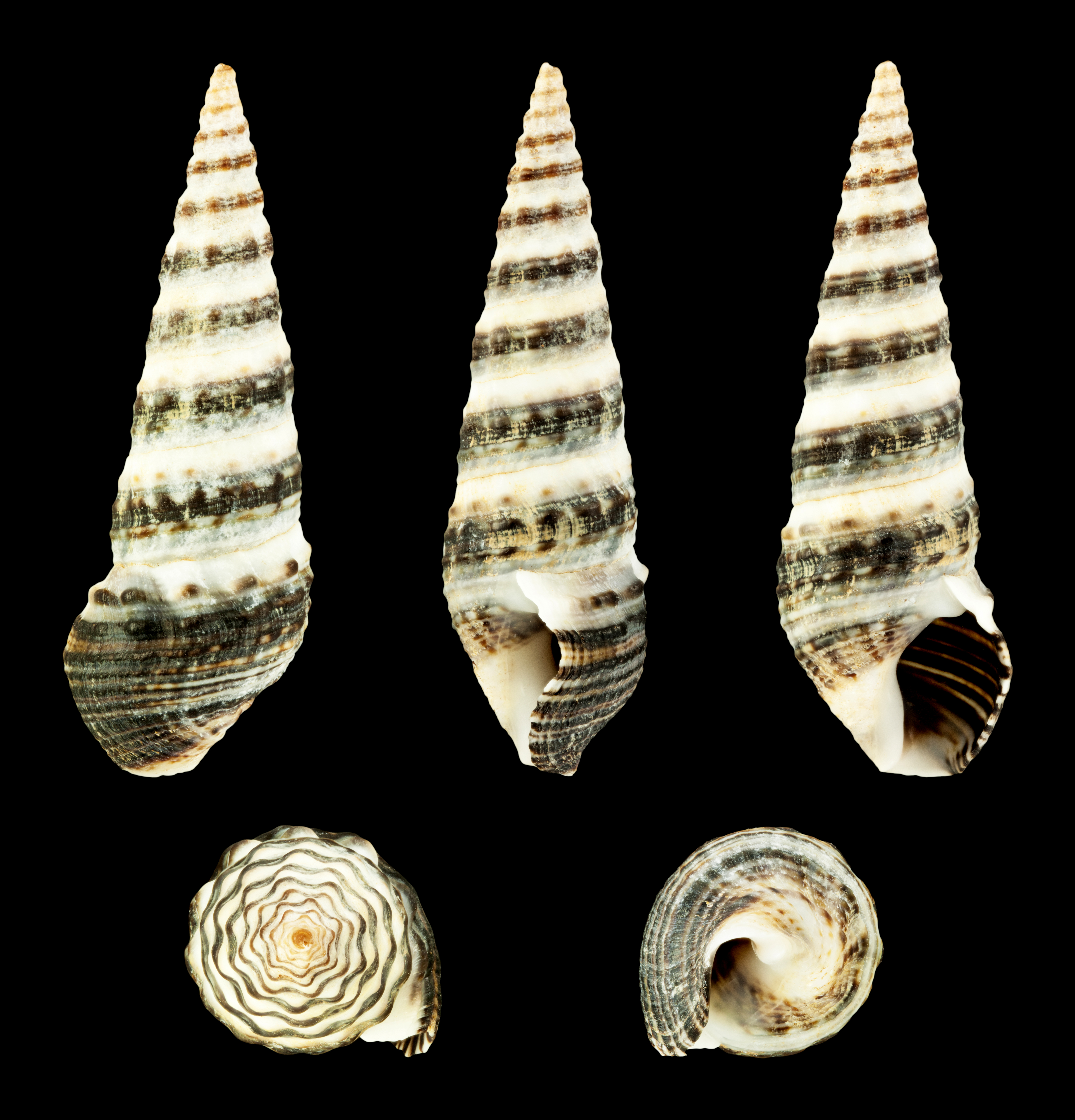
Batillaria zonalis.
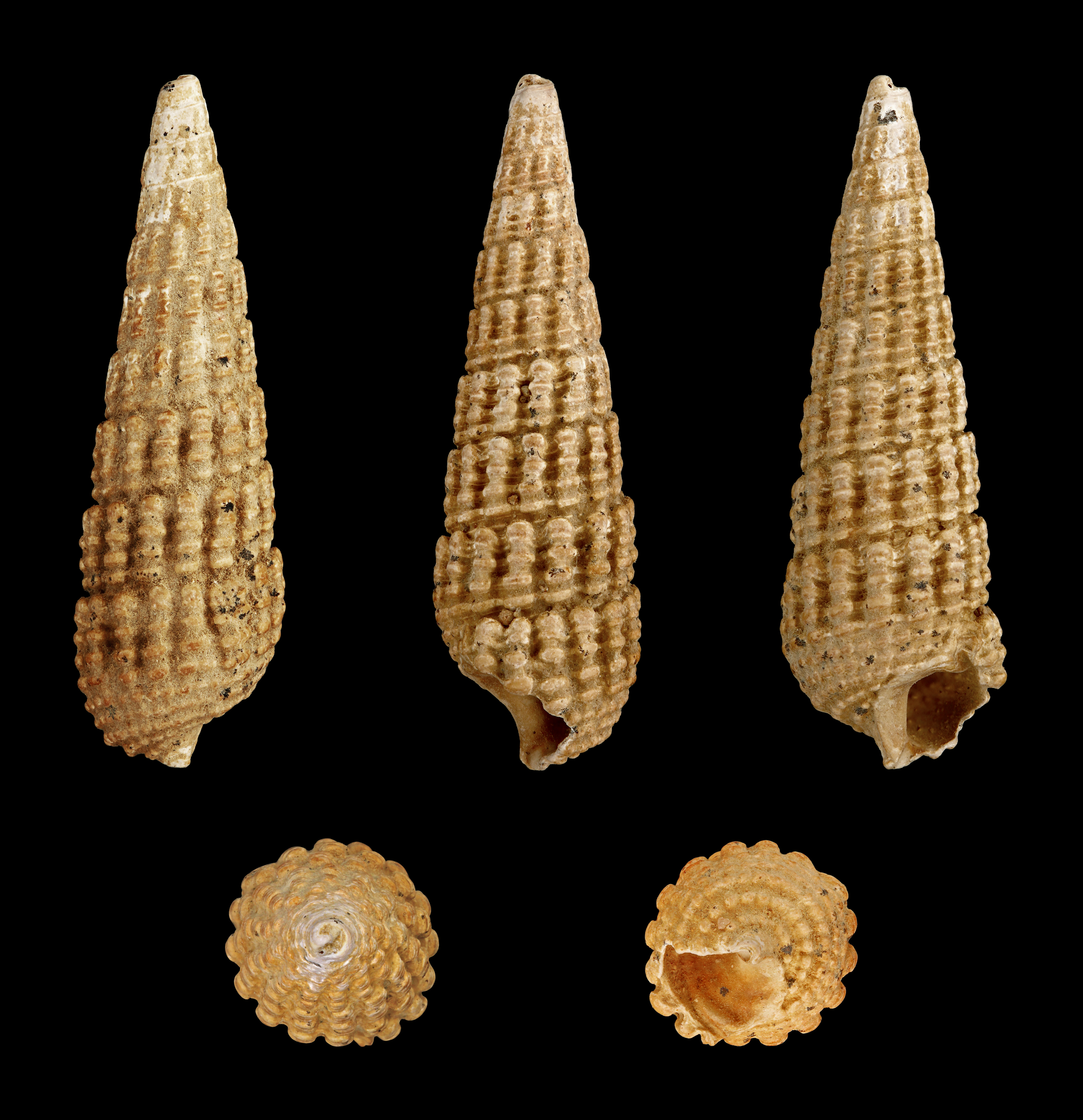
Granulolabium plicatum var. papillatum.
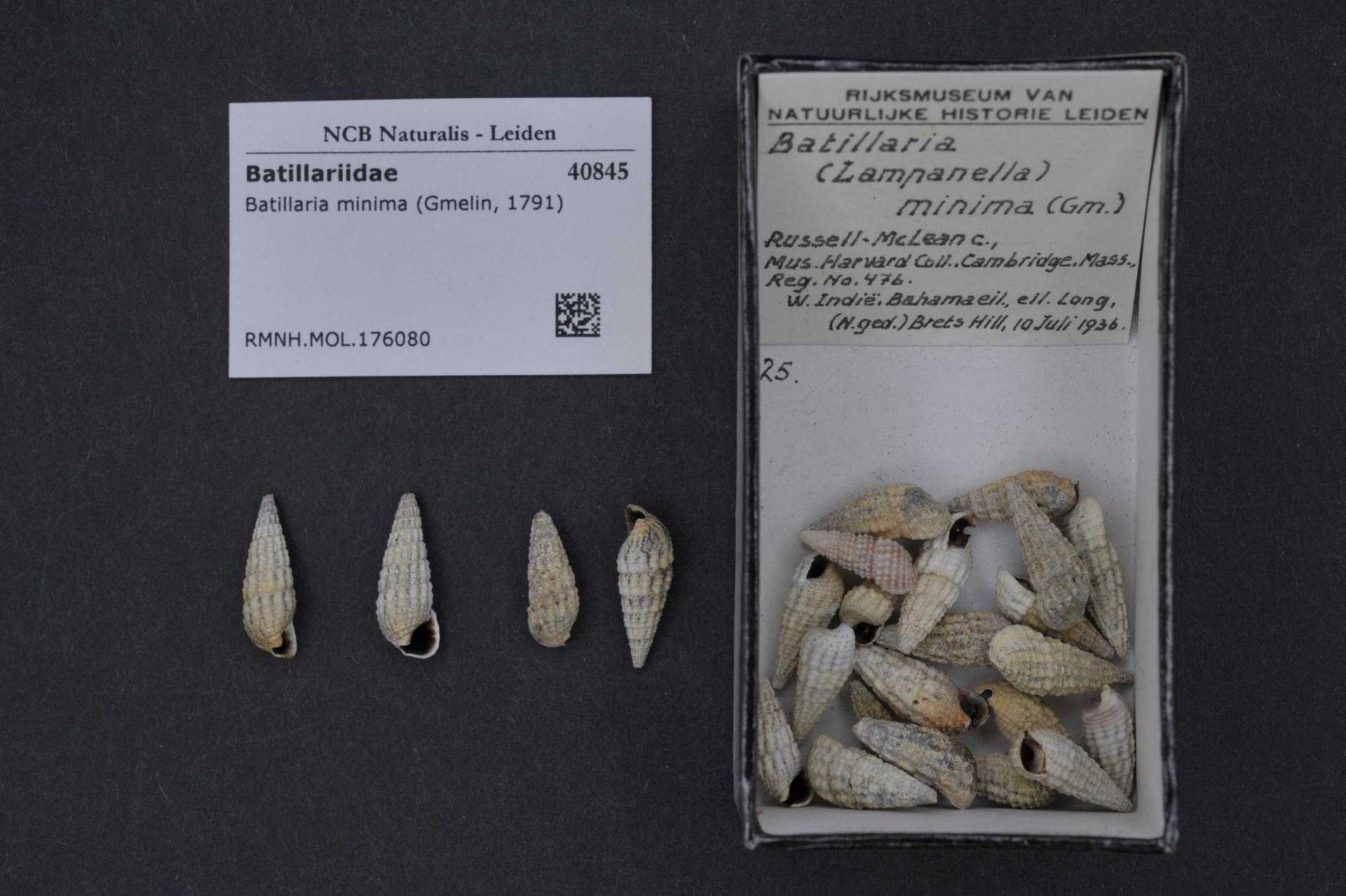
Lampanella minima.
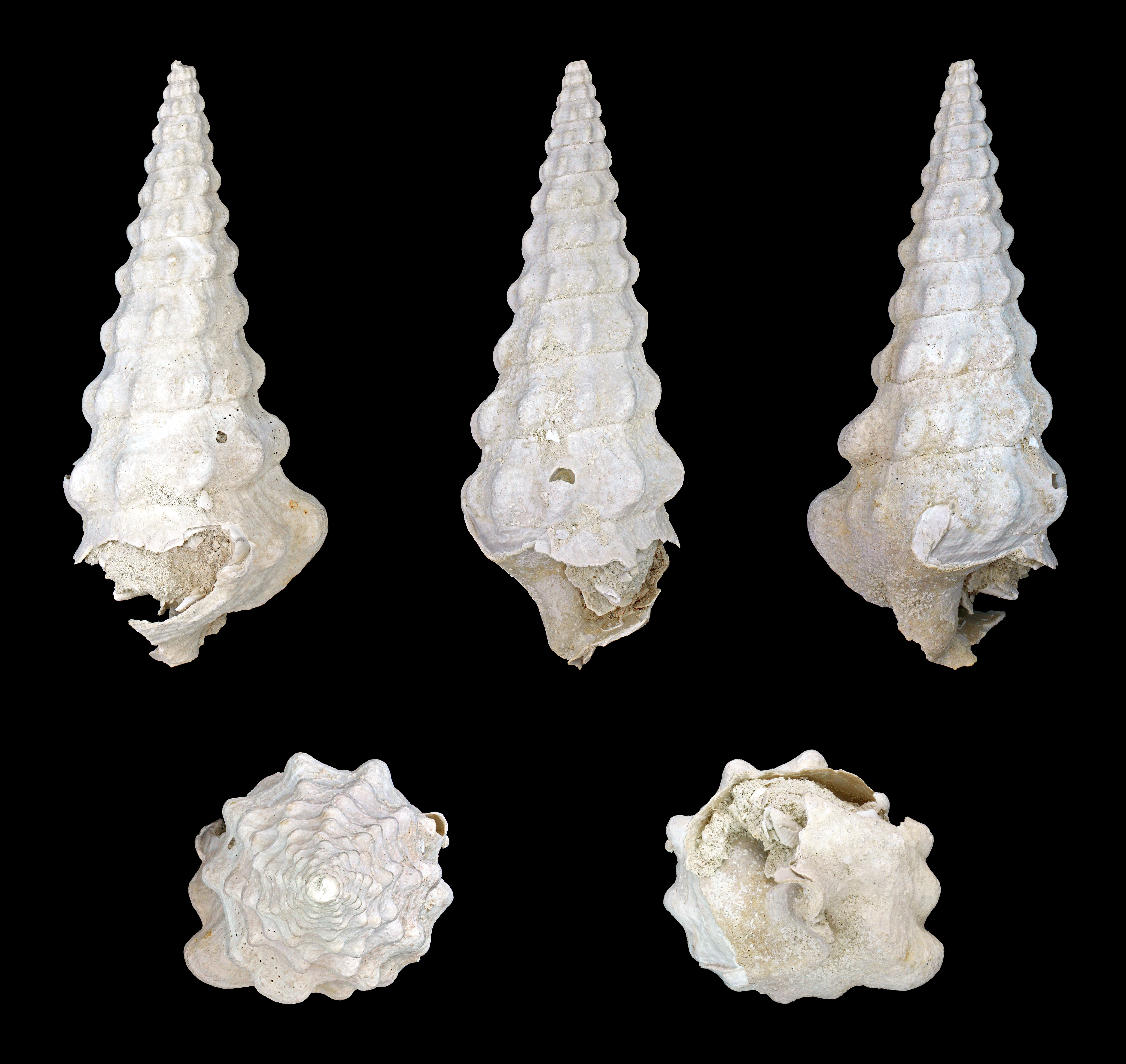
Pyrazus scalatus.
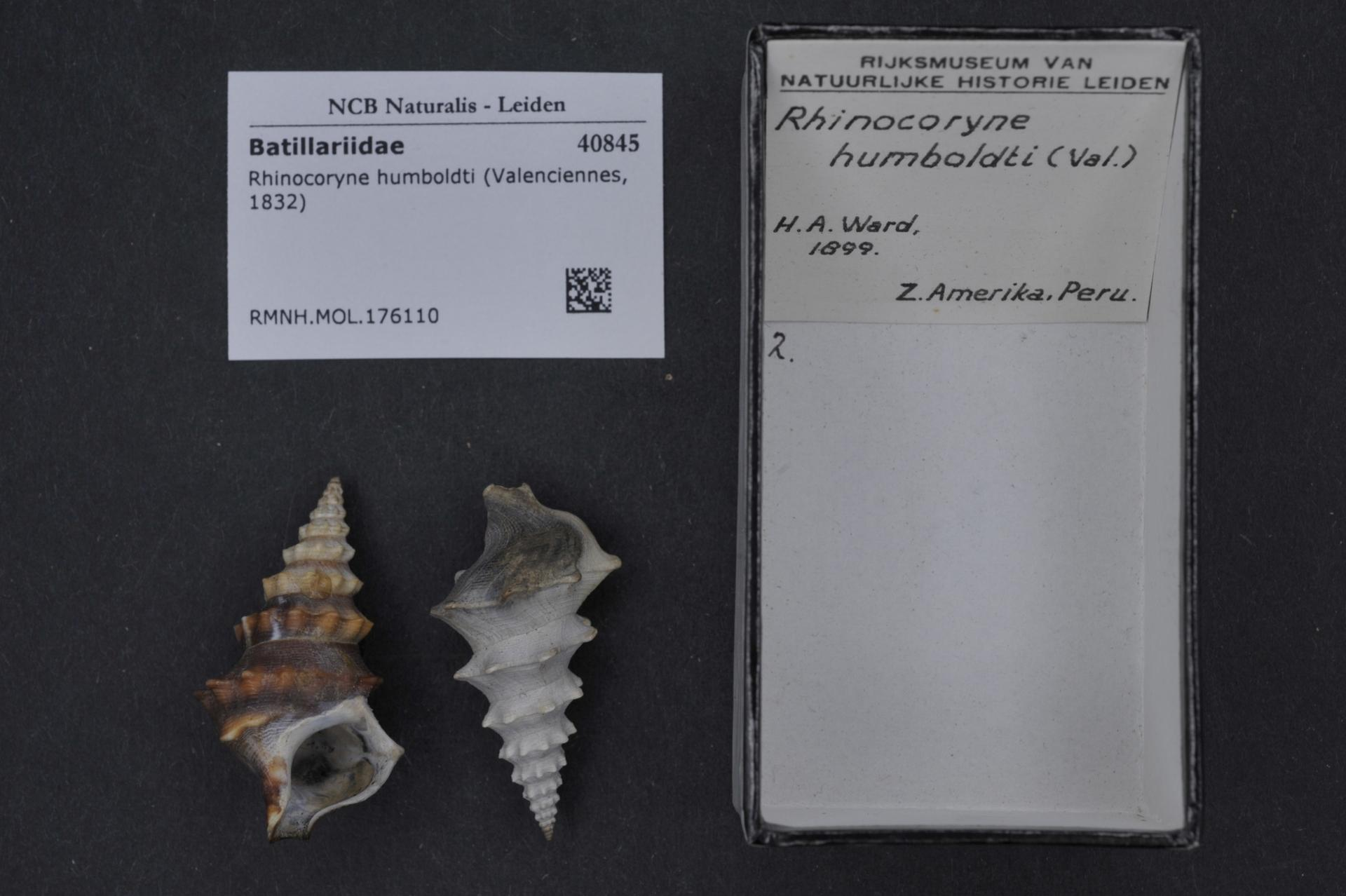
Rhinocoryne humboldti.
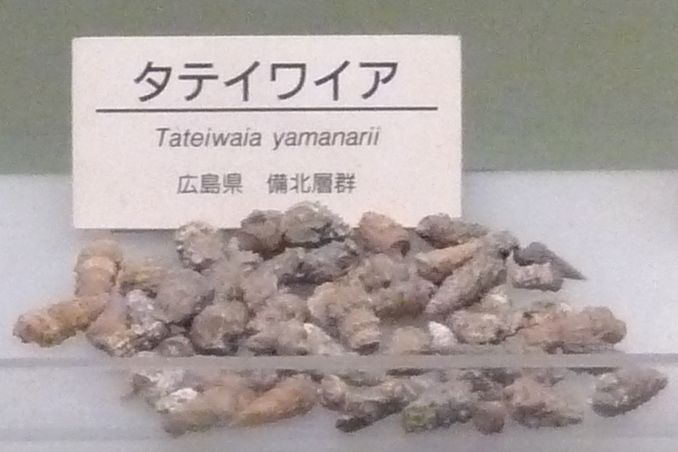
Tateiwaia yamanarii.
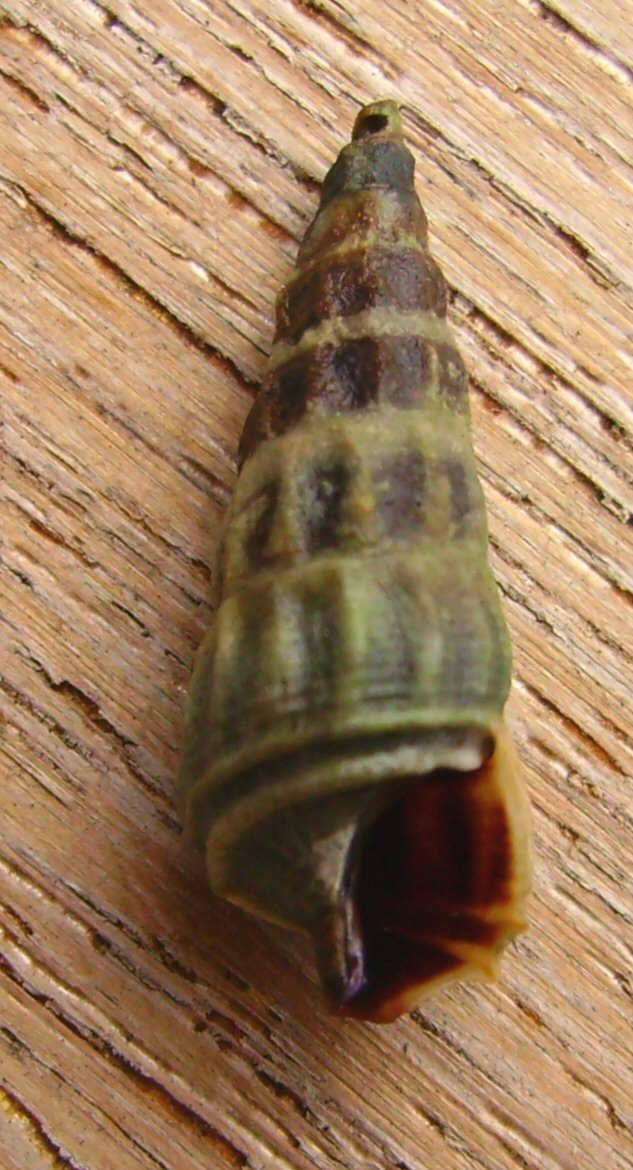
Zeacumantus lutulentus.